# Šutci
Šutci (srbsky Шутци) je vesnice v západní části Srbska, administrativně spadající pod opštinu Ljig v Kolubarském okruhu. Vesnice se nachází východně od města Ljig a poblíž vesnice Belanovica. V roce 2011 zde žilo 540 obyvatel. 
Z národnostního hlediska je obyvatelstvo v drtivé většině srbské národnosti. Místní škola byla otevřena roku 1932.